# Comuna Crișcior, Hunedoara
Crișcior (în maghiară: Kristyór, turcă: Kristyorü) este o comună în județul Hunedoara, Transilvania, România, formată din satele Barza, Crișcior (reședința), Valea Arsului și Zdrapți.

## Demografie
Componența etnică a comunei Crișcior
     Români (92,59%)
     Alte etnii (0,8%)
     Necunoscută (6,61%)
Componența confesională a comunei Crișcior
     Ortodocși (90%)
     Alte religii (2,92%)
     Necunoscută (7,08%)
Conform recensământului efectuat în 2021, populația comunei Crișcior se ridică la 3.389 de locuitori, în scădere față de recensământul anterior din 2011, când fuseseră înregistrați 3.841 de locuitori. Majoritatea locuitorilor sunt români (92,59%), iar pentru 6,61% nu se cunoaște apartenența etnică. Din punct de vedere confesional, majoritatea locuitorilor sunt ortodocși (90%), iar pentru 7,08% nu se cunoaște apartenența confesională.

## Politică și administrație
Comuna Crișcior este administrată de un primar și un consiliu local compus din 13 consilieri. Primarul, Ovidiu Ilie Furdui[*], de la Partidul Social Democrat, este în funcție din 2004. Începând cu alegerile locale din 2024, consiliul local are următoarea componență pe partide politice:
|  | Partid                          | Consilieri | Componența Consiliului | Componența Consiliului | Componența Consiliului | Componența Consiliului | Componența Consiliului | Componența Consiliului | Componența Consiliului | Componența Consiliului |
|  | ------------------------------- | ---------- | ---------------------- | ---------------------- | ---------------------- | ---------------------- | ---------------------- | ---------------------- | ---------------------- | ---------------------- |
|  | Partidul Social Democrat        | 8          |                        |                        |                        |                        |                        |                        |                        |                        |
|  | Partidul Național Liberal       | 3          |                        |                        |                        |                        |                        |                        |                        |                        |
|  | Alianța pentru Unirea Românilor | 2          |                        |                        |                        |                        |                        |                        |                        |                        |

## Activități miniere
In subsolul comunei există un extins areal de lucrări miniere, desfășurate pe durata mai multor secole, care au urmărit numeroase filoane într-o amplă rețea de galerii și puțuri. In perimetrul comunei s-au aflat sectoarele Ruda-Barza și Valea Morii.
Minereul brut a fost transportat la suprafață prin galeria Victor (ulterior 1 Mai), la 1,2 km sud de Barza, de unde a fost dus cu funicularul la „Uzina de Preparare Gurabarza“ din Barza (construită în anul 1898). In această uzină unde au fost extrase importante cantități de aur, argint, zinc, cupru și sulf.

### Inchiderea minelor
Decizia și motivarea închiderii multor mine din România s-a făcut prin Hotărârea nr. 615 din 21 aprilie 2004 a guvernului, de aprobare a strategiei industriei miniere pentru perioada 2004-2010, publicată în MONITORUL OFICIAL nr.411 din 7 mai 2004.

## Atracții turistice
- Biserica de lemn „Sfântul Dimitrie” din satul Zdrapți, construită în anul 1852
- Biserica de zid „Adormirea Maicii Domnului” din satul Crișcior, construcție secolul al XIV-lea
- Schitul „Sfânta Treime”
- Monumentul Eroilor din Crișcior
- Muzeul satului Crișcior

## Galerie de imagini

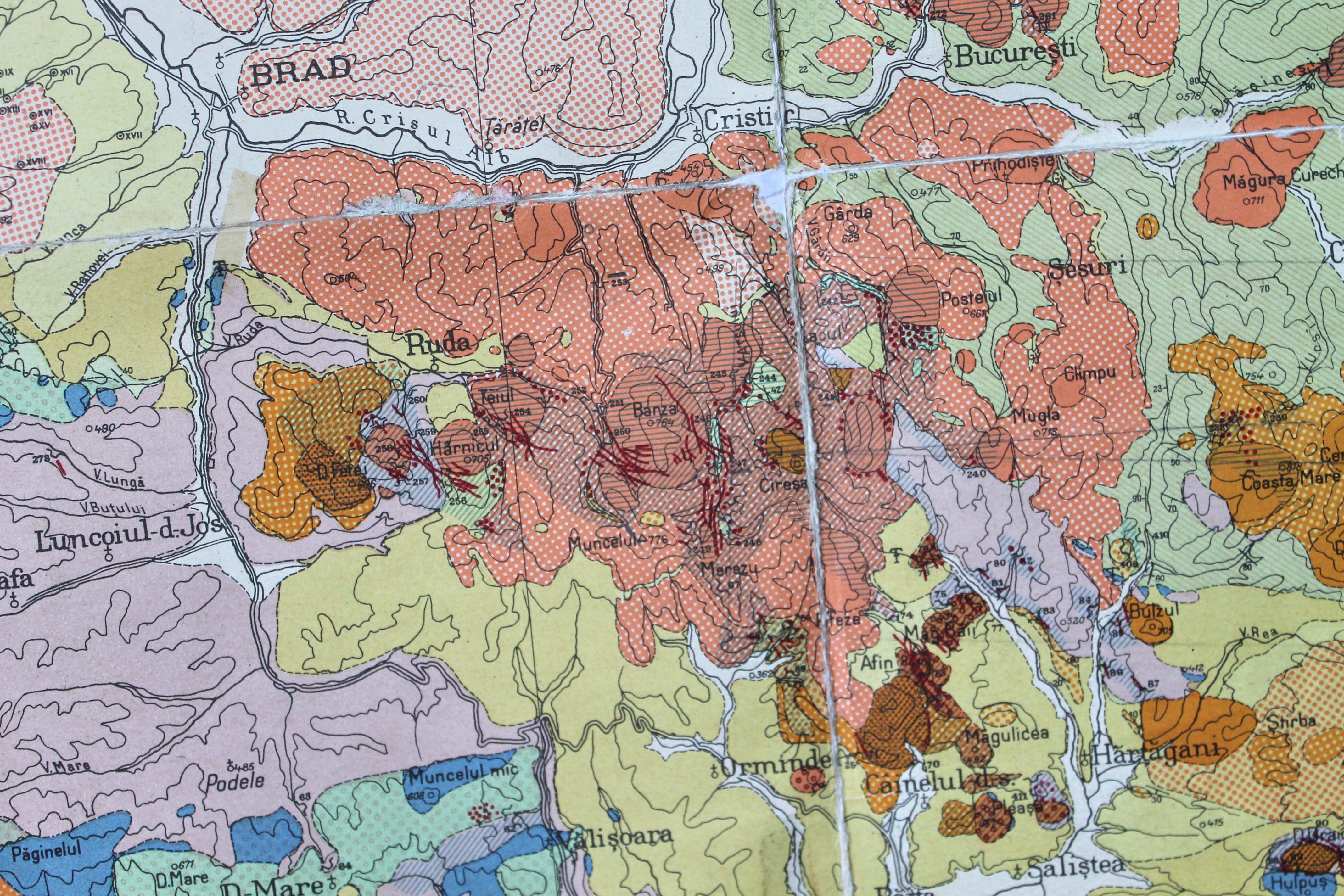
Geologia zonei Brad-Crişcior (T.P.Ghiţulescu & M.Socolescu, 1941)
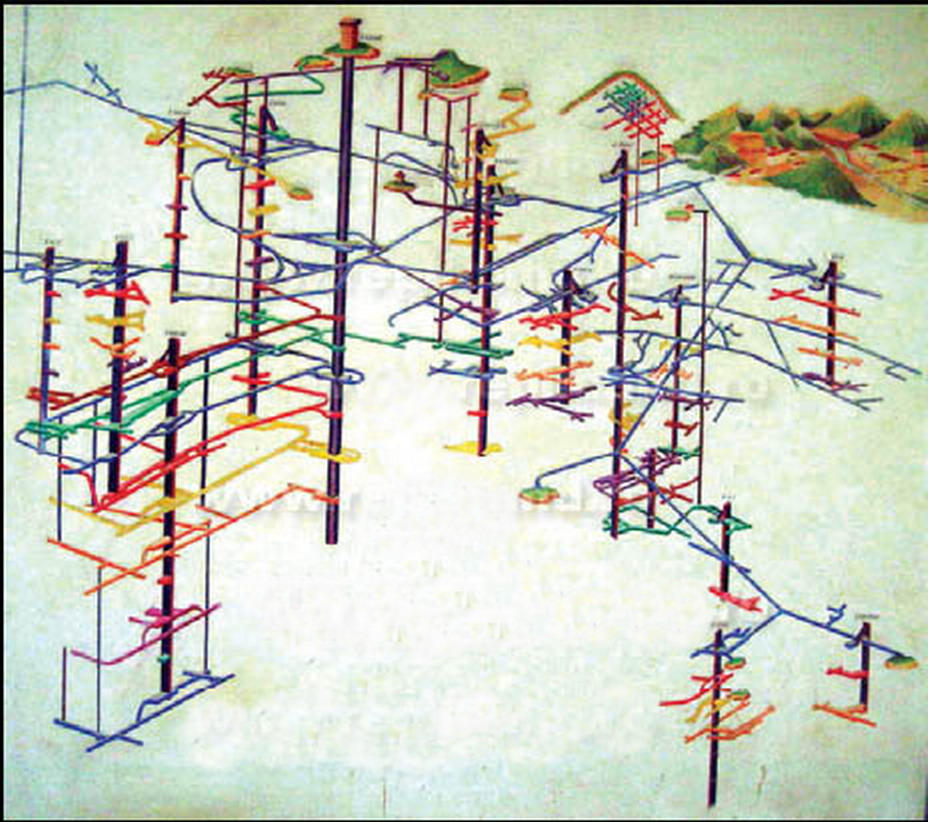
Exploatările miniere din zona Brad-Crișcior